# مرا دیوانه می‌کنی
من را دیوانه می‌کنی (انگلیسی: Drive Me Crazy) فیلمی در ژانر کمدی رمانتیک به کارگردانی جان شولتز است که در سال ۱۹۹۹ منتشر شد.

## داستان
«نیکول ماریس» دختری دبیرستانی است که زمانی که می‌فهمد دوست پسرش به او خیانت کرده است، زندگی اش زیر و رو می‌شود.

## بازیگران
- ملیسا جون هارت
- آدریان گرنیر
- استیون کالینز
- الی لارتر
- فی گرانت
- لوردس بندیکتو
- جردن بریجز
- کرام مالیکی-سانچز
- کری لین پرت
- مارک متکلف
- مارک وبر
- سوزان می پرت